# Антониос Георгиу Карталис
Антониос Георгиу Карталис (на гръцки: Αντώνιος Γεώργιου Καρτάλης) е гръцки политик и деец на гръцката въоръжена пропаганда в Македония.

## Биография
Роден е в 1866 година в семейството на видния политик от Волос Георгиос Карталис. Избиран е шест пъти за депутат в парламента в Атина и е министър на социалните грижи в правителството на Димитриос Гунарис през 1921 година. Според Константинос Мазаракис Карталис е активен деец на Централния македонски комитет в Атина, ръководещ дейността на Гръцката въоръжена пропаганда в Македония.
Умира в 1923 година. Баща е на политика Георгиос Антониу Карталис (1907 – 1957).